# Ignaz Franz
Ignaz Franz (Protzan, Frankenstein, Baja Silesia, 12 de octubre de 1719 - Breslavia, 19 de agosto de 1790) fue un sacerdote católico, teólogo y autor de himnos alemán, especialmente conocido por su himno Großer Gott, wir loben dich.
Estudió Filosofía y Teología en la Universidad de Breslavia. Tras terminar sus estudios universitarios, se preparó para el sacerdocio. Recibió el orden sacerdotal del príncipe-obispo Philipp Ludwig von Sinzendorf en 1742. Le fue encomendada una capellanía en Glogovia. En 1753 fue nombrado arcipreste de Schlawa. En 1766 el conde Philipp Gotthard von Schaffgotsch le reclamó en Breslavia y lo nombró rector del seminario de la ciudad. Franz compaginó esta actividad con la de consejero teológico del vicariato apostólico.

## Obras
Franz, imbuido por el espíritu de la Ilustración, redactó catecismos y escribió letras para himnos litúrgicos, el más famoso de los cuales es Großer Gott, wir loben dich, inspirado en el Te Deum latino.